# Bradley Kincaid
Bradley Kincaid (* 13. Juli 1895 in Point Leavell, Kentucky; † 23. September 1989 in Springfield, Ohio) war ein US-amerikanischer Old-Time- und Folk-Musiker. Kincaid gilt als einer der erfolgreichsten Musiker des Radios der späten 1920er Jahre.

## Leben

### Kindheit und Jugend
Bradley Kincaid wurde 1895 in dem Ort Point Leavell geboren, der in der Nähe der Cumberland Hills liegt. Kincaid hatte neun Geschwister und Kincaids Vater, William Kincaid, leitete den Chor in der Campbellite-Kirche und sang auch in seiner Freizeit, am liebsten populäre Songs der 1890er Jahre wie After the Ball. Kincaids Mutter sang auch, bevorzugte aber alte englische Balladen, die sie ihrem Sohn Kincaid beibrachte: „I learned a lot of ballads from her, like 'Fair Ellender', 'The Two Sisters', and any number of English ballads...“, erinnerte sich Kincaid später. Insgesamt schätze er die erlernten Songs seiner Mutter auf ungefähr 80 Stück, die a cappella gesungen wurden, bis Kincaids Vater bei einem älteren afroamerikanischen Arbeiter einen erlegten Fuchs gegen eine Gitarre eintauschte.
Als Jugendlicher begann Kincaid, als Farmer zu arbeiten. Es schien, als würde er das ganz normale Leben eines ländlichen Bewohners leben. Als er aber erkannte, wie wenig Geld man für die harte Arbeit bekam, entschloss er sich, wegzuziehen.

### Karriere

#### Beim National Barn Dance
1914 schrieb er sich im Bellea College ein und kam in Berührung mit dem Pionier John F. Smith, der Kincaid weitere Folk-Balladen lehrte. Mit 21 trat er der Armee bei und diente zwei Jahre lang im Ersten Weltkrieg, wo er in Frankreich kämpfte. Danach kehrte er zum College zurück, wo er seinen Abschluss machte. Als Kincaid sich in seine Musiklehrerin Irma Foreman verliebte, zogen beide 1922 nach Chicago, wo sie heirateten und Kincaid abends das YMCA College besuchte, bei dem Irma eine Arbeitsstelle fand.
Zu dieser Zeit, um 1926, spielte Kincaid der Leitung des National Barn Dances vor, einer Old-Time/Varieté-Show, die live über WLS gesendet wurde. Als Mitglied des YMCA Quartetts hatte er einen Auftritt bei WLS – der Leiter der Don Malin vermittelte ihn an die Leitung weiter. Es wurde eine erste Studioshow produziert, in der Kincaid die Produzenten überzeugte. Er wurde in das Ensemble des National Barn Dances aufgenommen und stieg innerhalb kürzester Zeit zu einem der beliebtesten Künstler des Barn Dances auf. Als die Fanpost immer weiter anstieg, arrangierten Agenten auch Konzerte. Bereits Kincaids erstes Konzert in Illinois war überfüllt, obwohl niemand Kincaid je zuvor gesehen hatte. Als Kincaid am Theater ankam, sagte ihm ein alter Mann: „That radio singer from WLS is going to be here“.
Zur selben Zeit stiegen auch Kincaids Songbücher in die Bestsellerlisten ein. Sein erstes Buch, veröffentlicht 1928, verkaufte sich über 100.000 Mal; bis 1934 erschienen vier weitere solcher Bücher. Sein Repertoire spaltete sich in zwei Kategorien: während er im Radio vor allem traditionelle Folksongs wie Barbaba Allen – sein bekanntestes Stück – oder The Hunters of Kentucky sang, spielte er auf seinen Auftritten viele Komikstücke, um das Publikum „anzuheizen“.

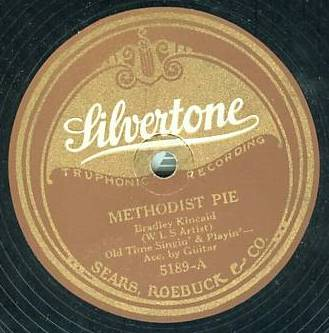
Methodist Pie, 1928

Bradleys Karriere stand in dieser Zeit auf dem Höhepunkt. Konzerte waren ausverkauft, seine Radioshows und Auftritte im National Barn Dance erreichten hohe Einschaltquoten und 1934 stach er sogar Popgrößen wie Al Jolson und Gene Austin in Hinblick auf die Popularität im Radio aus. 1927 hatte er begonnen, seine ersten Platten aufzunehmen. Am 19. Dezember 1927 nahm Kincaid in Chicago für Gennett Records seine ersten beiden Titel The Fatal Wedding / Sweet Kitty Wells auf. Bereits im Februar 1928 folgte eine zweite Session, bei der er Methodist Pie, Froggie Went a-Courtin’ und seinen bekanntesten Song Barbara Allen für Gennett und Silvertone Records einspielte. Die Warenhauskette Sears & Roebuck richtete für Kincaid extra eine eigene Seite in ihren Katalogen für die Songs des „Kentucky Mountain Boys“ ein und obwohl Kincaid bis 1934 auf einer regulären Basis Aufnahmesessions abhielt und die Verkaufszahlen gut waren, konnte er seine größten Erfolge im Radio verzeichnen.
Gennetts Sublabel Champion Records veröffentlichte Kincaids Platten auch unter den Pseudonymen Dan Hughey, John Carpenter und Harley Stratton.

#### 1930er Jahre
1930 verließ Kincaid und zog von diesem Zeitpunkt an von Radiosender zu Radiosender. Er war in diesen Jahren vor allem an der Ostküste aktiv; Aufenthalte waren unter anderem bei WKDA (Pittsburgh), SGY (Schenectady), WEAF (New York City) und WBZ (Boston). 1936 nahm Kincaid den jungen Banjo-Spieler Lois Marshall Jones auf, dem er den Spitznamen „Grandpa“ aufgrund seiner morgendlichen Unpässlichkeit gab.
Kincaid war weiterhin – auch im Osten der USA – sehr beliebt, auch wenn er den Zenit seines Schaffens bereits überschritten hatte.

#### Spätere Jahre
Nach einem erfolgreichen Stop bei WLW in Cincinnati kam Kincaid 1942 nach Nashville, wo er begann, auf WSM in Grand Ole Opry aufzutreten, der bekanntesten und erfolgreichsten Country-Show des Landes. Bis jetzt hatte sich Kincaid erfolgreich gegen neue musikalische Strömungen innerhalb der ländlichen Musik gewehrt, näherte sich in Nashville aber etwas der Country-Musik an. 1945 nahm er beispielsweise den Country-Song The Legend of the Robin Red Breast auf oder 1950 Brush the Dust From that Old Bible.
1947 endete Kincaids Engagement bei der Opry und 1950 setzte er sich schließlich zur Ruhe. Stattdessen betrieb er einen Musikladen. 1963 spielte er für das Bluebonnet-Label eine Reihe von Alben ein, die sein weitreichendes Repertoire von ungefähr 162 Songs enthielten. In den nächsten Jahren setzte sich Kincaid weitestgehend zur Ruhe, trat jedoch noch im Belea College auf Folk-Festivals auf. In den späten 1980er Jahren wurde er für die Country Music Hall of Fame nominiert.
Kincaid verbrachte seine letzten Jahre in Springfield, Ohio, wo er 1989 im Alter von 94 Jahren starb.

## Leistung
Bradley Kincaid galt in den späten 1920er Jahren als einer der erfolgreichsten und populärsten Old-Time und Folk-Musiker im Radio. Dabei galt er nicht als hinterwäldlerisch wie viele andere Zeitgenossen, sondern entfernte sich vom „Hillbilly-Image“, vor allem schon durch sein Studium. Zu dieser Zeit gab es nur wenige andere Musiker – wie Buell Kazee – die vor einem solchen Hintergrund im Musikgeschäft waren.
Zudem popularisierte Kincaid durch seine Präsenz im Radio viele alte englische Folk-Balladen, die bereits lange Zeit in Vergessenheit geraten waren und von den ländlichen Stringbands nicht auf Platte aufgenommen wurden.

## Diskografie
Die Diskografie ist nicht vollständig. Kincaids Aufnahmen für die American Record Corporation wurden auf vielen verschiedenen Labels veröffentlicht, oftmals auch unter Pseudonymen. Gennett-Aufnahmen wurden auch bei Silvertone, Champion Records und Superior Records aufgelegt.
| Jahr                    | Titel | #       | Anmerkungen                    |
| ----------------------- | --- | ------- | ------------------------------ |
| Gennett Records         | |         |                                |
| 1928                    | The Fatal Wedding / Sweet Kitty Wells | 6363    |                                |
|                         | Methodist Pie / Sourwood Mountain | 6417    |                                |
|                         | Froggie Went a-Coutin‘ / The Swapping Song                                                                                                 | 6462    |                                |
| Silvertone Records      | |         |                                |
|                         | Barbara Allen / Bury Me on the Prairie | 5187    |                                |
|                         | The Two Sisters / Fair Ellen | 5190    |                                |
| Conqueror Records       | |         |                                |
| 1930                    | Barbara Allen / The Fatal Wedding | 7982    |                                |
| 1930                    | The Blind Girl / A Picture from Life’s Other Side                                                                                          | 7983    |                                |
| 1930                    | After the Ball / Somewhere Somebody’s Waiting                                                                                              | 7984    |                                |
| 1930                    | Sourwood Mountain / Old Joe Clark | 8090    |                                |
| 1930                    | Bury Me on the Lone Prarie / True and Trembling Brakeman                                                                                   | 8091    |                                |
| Brunswick Records       | |         |                                |
|                         | When The Works All Done This Fall / Give My Love to Nellie, Jack                                                                           | 403     |                                |
|                         | Sourwood Mountain / Methodist Pie | 420     |                                |
|                         | Cindy / Pretty Little Pink | 464     |                                |
| 1930                    | Old Coon Dog / Old Joe Clark | 485     | als Tennessee Ramblers         |
| Vocalion Records        | |         |                                |
|                         | Lightning Express / True and Trembling Brakeman                                                                                            | 2683    |                                |
|                         | Fatal Derby Day / Fatal Wedding | 2684    |                                |
|                         | Barbara Allen / The Blind Girl | 2685    |                                |
|                         | Innocent Prisoner / I Wish I Had Someone to Love Me                                                                                        | 2686    |                                |
|                         | For Sale a Baby / Somewhere Someone’s Wating For You                                                                                       | 2705    |                                |
|                         | Picture of Life’s Other Side / Red River Valley                                                                                            | 4647    |                                |
|                         | After the Ball / Bury Me Out on the Prairie                                                                                                | 5474    |                                |
|                         | Two Little Girls in Blue / Gooseberry Pie                                                                                                  | 5475    |                                |
|                         | Picture of Life’s Other Side / Red River Valley                                                                                            | 5476    |                                |
| Bluebird Records        | |         |                                |
|                         | Long Long Ago / Some Little Bug Is Goin' To Get You Someday                                                                                | BB-5179 |                                |
|                         | Old Wooden Rocker / My Mother’s Beautiful Hands                                                                                            | BB-5201 |                                |
|                         | Dog and Gun / House Carpenter | BB-5255 |                                |
|                         | Little Shirt That Mother Made for Me / Sweet Betsy from Pike                                                                               | BB-5321 |                                |
|                         | Death of Jimmie Rodgers / Jimmie Rodgers’ Life                                                                                             | BB-5377 |                                |
|                         | Little Joe / Mrs. Jimmie Rodgers Lament | BB-5423 |                                |
| 1934                    | Death of Jimmie Rodgers / Jimmie Rodgers’ Life                                                                                             | BB-5486 |                                |
| 1934                    | I’ll Take You Home Again, Katheleen / Ship That Never Returned                                                                             | BB-5569 |                                |
|                         | Little Rosewood Casket / Letter Edged in Black                                                                                             | BB-5895 |                                |
| 1935                    | Just Plain Folks / In the Hills of Old Kentucky                                                                                            | BB-5971 |                                |
| 1940                    | The Blind Girl / Life Is Like a Mountain Railroad                                                                                          | BB-8501 |                                |
| Majestic Records        | |         |                                |
| 1947                    | The Blue Tailed Fly / Legen of Robin’s Red Breast [!]                                                                                      | 6010    |                                |
| 1947                    | Those Precious Love Letters / Foot Prints in the Snow                                                                                      | 6011    |                                |
| 1947                    | Red Light Ahead / The Miner’s Song | 6018    |                                |
| 1947                    | Humming Bird Special / The Fatal Derby Day                                                                                                 | 6020    |                                |
| Capitol Records         | |         |                                |
|                         | Brush The Dust from that Old Bible / Legend of the Robin Red Breast                                                                        | 1276    |                                |
|                         | Red Light Ahead / Now The Table’s Turned On You                                                                                            | 1465    |                                |
| Bullet Records          | |         |                                |
|                         | Ain’t We Crazy / Now The Table’s Turned on You                                                                                             | 615     | mit den Kentucky Mountain Boys |
| Royale Records          | |         |                                |
|                         | The Blue Tail Fly / Footprints in the Snow                                                                                                 | 45217   |                                |
| Unveröffentlichte Titel | |         |                                |
| 1928                    | - Paper of Pins - The Turkish Lady - The Little Rosewood Casket - The Ship That Never Returned - Barney McCoy - Don’t Put Me Off the Train | Gennett |                                |

## Auszeichnungen
- 1971: Aufnahme in die Nashville Songwriters Hall of Fame
- 2002: Aufnahme in die Kentucky Music Hall of Fame